# 6069 Севолані
6069 Севолані (6069 Cevolani) — астероїд головного поясу, відкритий 8 серпня 1991 року.
Тіссеранів параметр щодо Юпітера — 3,626.